# Baban (ort)
Baban är en ort i Albanien.   Den ligger i prefekturen Qarku i Korçës, i den sydöstra delen av landet, 120 kilometer sydost om huvudstaden Tirana. Baban ligger 899 meter över havet och antalet invånare är 502.
Terrängen runt Baban är huvudsakligen kuperad, men åt sydost är den platt.  
Trakten runt Baban består till största delen av jordbruksmark. Runt Baban är det ganska tätbefolkat, med 80 invånare per kvadratkilometer.